# Hrabstwo Kent (Ontario)
Kent – historyczne hrabstwo w Ontario, w Kanadzie. Przestało istnieć w 1998, kiedy to zostało połączone z miastem Chatham, wpółtworząc odtąd samodzielne miasto Chatham-Kent.